# Machara
Machara (en georgiano: მაჭარა; en abjasio: Маҷара; en armenio: Մաճարա) es un pueblo que pertenece a la parcialmente reconocida República de Abjasia, parte del distrito de Gulripshi, aunque de iure pertenece al municipio de Gulripshi de la República Autónoma de Abjasia de Georgia.

## Geografía
Machara se encuentra a orillas del río Machara, discurre a través del pueblo, estando a 12 km al norte de Gulripshi. Limita con Bagmarani en el norte, Sujumi y Dziguta (parte del distrito de Sujumi, separado del mismo por el río Kelasuri) en el noroeste, Merjeuli hacia el noreste; y la ciudad de Gulripshi y el pueblo de Pshapi en el sureste. Las aldeas de Kelasuri, Kvemo Merjeuli, Tjubuni y Zemo Gulripshi están bajo la administración del pueblo. 

## Historia
La mayoría de la población nativa abjasia fue expulsada en el Muhayir o genocidio circasiano que ocurrió tras la guerra ruso-circasiana. El pueblo quedó casi desierto y poblaciones rusa, armenia (procedentes de los alrededores de Trebisonda en sobre el año 1896) y georgiana se trasladaron al pueblo. Los habitantes cultivaban aquí tabaco, cítricos, cereales y maíz. También se dedicaban a la producción de seda, la apicultura y la ganadería. 
En la era soviética, se establecieron tres escuelas primarias en Machara: una armenia, una georgiana y una rusa.
Tras la guerra de Abjasia (1992-1993), la gran mayoría de la población georgiana abandonó el país.
El 30 de mayo de 2012, 37 miembros repatriados de la diáspora abjasia y sus familias recibieron apartamentos restaurados en Machara.

## Demografía
La evolución demográfica de Machara entre 1959 y 2011 fue la siguiente:
| 1257                                                | 1152 | 2640 |
| (Fuente: Population of Abkhazia since Soviet times) |      |      |

La población se ha duplicado tras el final de la guerra. En el pasado la mayoría de la población eran georgianos, armenios y rusos, pero en la actualidad la mayoría son armenios (con una minoría de abjasios). Los habitantes georgianos fueron forzados a huir de Abjasia en lo que se conoce como limpieza étnica de georgianos en Abjasia.
|              | 2011      | 2011       |
| Grupo étnico | Población | Porcentaje |
| ------------ | --------- | ---------- |
| Georgianos   | 27        | 1%         |
| Abjasios     | 626       | 23,7%      |
| Rusos        | 171       | 6,5%       |
| Ucranianos   | 7         | 0,3%       |
| Armenios     | 1763      | 66,8%      |
| Griegos      | 21        | 0,8%       |
| Total        | 2640      | 100%       |

## Infraestructura

### Arquitectura y monumentos
El pueblo conserva las ruinas de un antiguo castillo medieval, el castillo de Machara. Los muros del castillo se encuentran en mal estado físico y necesitan una conservación urgente.

### Transporte
Las carreteras principales que conectan Sujumi con Georgia lo atraviesan, así como también pasa el ferrocarril con una parada en el pueblo.